# Pichne
Pichne es un municipio del distrito de Snina en la región de Prešov, Eslovaquia, con una población estimada a final del año 2024 de 547 habitantes.
Se encuentra ubicado al este de la región, en el valle del río Cirocha (cuenca hidrográfica del río Tisza) y cerca de la frontera con Ucrania.

## Demografía
| Año        | 1994 | 2004    | 2014    | 2024    |
| ---------- | ---- | ------- | ------- | ------- |
| Población  | 555  | 554     | 571     | 547     |
| Diferencia |      | −0,18 % | +3,06 % | −4,20 % |

| Año        | 2023 | 2024    |
| ---------- | ---- | ------- |
| Población  | 550  | 547     |
| Diferencia |      | −0,54 % |